# Samário
O samário é um elemento químico de símbolo Sm e de número atómico igual a 62 (62 protões e 62 electrões), com massa atómica 150,36 u. À temperatura ambiente, o samário encontra-se no estado sólido. Faz parte do grupo das terras raras. É utilizado em lâmpadas de eletrodos de carbono na indústria cinematográfica. Foi descoberto pelo francês Lecoq de Boisbaudran em 1879.

## Características principais
O samário é um metal terra rara , com brilho prateado brilhante, razoavelmente estável no ar. Inflama-se no ar a temperatura de 150 °C. Existem três estruturas cristalinas para o metal, ocorrendo as transformações nas temperaturas de 734 e 922 °C, respectivamente.

## Aplicações
Alguns usos do samário:
- Em lâmpadas de eletrodos de carbono na indústria cinematográfica utilizadas em iluminação de cenários e projetores de filmes, junto com outras terras raras..
- Para dopar cristais de CaF2 para uso em masers ou lasers.
- Como absorvente de nêutrons em reatores nucleares.
- Em ligas para a produção de fones de ouvido.
- Liga de samário-cobalto , SmCo5 é usado para a produção de imãs permanentes com resistência à desmagnetização elevada, maior do que qualquer outro material magnético.
- O óxido de samário é usado em vidros ópticos para absorção de radiação infravermelha. Utilizados em óculos de sol..
- Sais de samário são usados em cintiladores fotossensíveis na região do infravermelho e vermelho.
- O óxido de samário é usado como catalisador para a desidratação e desidrogenação do etanol.
- O titanato é usado para estabilizar o desempenho de condensadores elétricos.
- Catalisador na desidrogenação e desidratação do etanol em sínteses orgânicas, o isótopo radioativo 153Sm, utilizado juntamente com cálcio e fósforo na medicina para o tratamento de dores ósseas em pacientes com câncer e em sensores de absorção de espectroscopia no infra vermelho;

## História
O samário foi descoberto pela primeira vez em 1879, por espectroscopia, pelo químico suíço Jean Charles Galissard de Marignac a partir do didímio, sendo isolado em Paris, no ano de 1879, pelo químico francês Paul Émile Lecoq de Boisbaudran a partir do mineral samarskita ((Y,Ce,U,Fe)3(Nb,Ta,Ti)5O16). Tal como ocorrera com o mineral, o nome do elemento homenageia o coronel engenheiro de minas russo Vasili Samarsky-Bykhovets.

## Papel biológico
O samário não tem nenhum papel biológico conhecido, porém parece estimular o metabolismo.

## Ocorrência
O samário nunca é encontrado na forma livre na natureza, porém, como os demais elementos terras raras , é encontrado em diversos minerais incluindo a monazita, bastnasita e samarskita . A monazita (onde ocorre na extensão de 2,8%) e a bastnasita são usados como fontes comerciais. O metal Misch , que contém até 1% de samário, tem sido usado por muito tempo como fonte de samário, porém era difícil separá-lo dos demais elementos terras raras. Recentemente, o metal passou a ser obtido na forma pura, através do uso de processos de troca iônica, técnicas de extração por solvente , e por deposição eletroquímica utilizando uma solução de citrato de lítio com eletrodos de mercúrio.
O metal é preparado frequentemente pela eletrólise de uma mistura fundida de cloreto de samário III com cloreto de sódio ou cloreto de cálcio[1]. O samário também pode ser obtido reduzindo seu óxido com lantânio.

## Compostos
Os compostos de samário incluem:
- Fluoretos: SmF2 e SmF3
- Cloretos: SmCl2 e SmCl3
- Brometos: SmBr2 e SmBr3
- Iodetos: SmI2 e SmI3
- Óxidos: Sm2O3
- Sulfetos: Sm2S3
- Selenetos: Sm2Se3
- Teluretos: Sm2Te3

## Isótopos
O samário natural é composto por 4 isótopos estáveis , 144Sm, 150Sm, 152Sm e 154Sm, e 3 radioisótopos , 147Sm, 148Sm e 149Sm, sendo o 152Sm o mais abundante ( abundância natural de 26,75% ).
32 radioisótopos tem sido caracterizados, sendo os mais estáveis o 148-Sm com uma meia-vida de 7 · 1015 anos , o 149Sm com uma meia-vida de 2 · 1015 anos e o 147Sm com uma meia-vida de 1,06 · 1011 anos. Todos os demais isótopos radioisótopos apresentam meias-vidas abaixo de 1,04 · 108 anos, e a maioria destes com meias-vidas abaixo de 48 segundos. Este elemento apresenta 5 metaestáveis , sendo os mais estáveis: 141mSm ( t½ 22,6 minutos ), 143m1Sm ( t½ 66 segundos ) e 139mSm ( t½ 10,7 segundos ).
O primeiro modo de decaimento antes do isótopo estável mais abundante, 152Sm, é a captura eletrônica, e o primeiro modo após este é a emissão beta menos. Os primeiros produtos de decaimento antes do 152Sm são os isótopos do elemento Pm ( promécio ) , e os produtos após são os isótopos do elemento Eu ( európio ).

## Precauções
Como os demais lantanídios, o samário é de baixa a moderada toxicidade, embora a sua toxicidade não tenha sido ainda investigada em detalhes..